# Anna Heer
Pour les articles homonymes, voir Heer.
Anna Heer, née le 22 mars 1863 à Olten (Soleure) et morte le 9 décembre 1918 à Zurich, est une médecin suisse. Elle joue un rôle majeur dans la fondation de la première école professionnelle d'infirmières de Suisse.

## Biographie

### Origines, famille et enfance
Anna Heer naît le 22 mars 1863 à Olten, dans le canton de Soleure, au sein d'une famille bourgeoise. Elle est originaire de Märstetten, dans le canton de Thurgovie.
Son père, Isaac Heer, est fabricant de chaussures ; sa mère est née Josephine Klein. Elle est par la suite adoptée par l'homme politique zurichois Johann Kaspar Grob.
Elle passe son enfance à Olten, puis vit à Zurich à partir de 1879.
Compagne d'Ida Schneider, elle reste célibataire toute sa vie.

### Formation
Encouragée par son père adoptif, elle suit l'école supérieure de jeunes filles de Zurich. D'abord attirée par une vie d’artiste, Anna Heer s'oriente ensuite vers une formation médicale dans une Suisse qui autorise les femmes à poursuivre des études supérieures, bien en avance sur le reste de l'Europe. Elle obtient son diplôme de médecin de l’Université de Zurich en 1888, puis un doctorat en 1892.

### Médecin
Anna Heer ouvre un cabinet de gynécologie en 1889 à Zurich. Elle est la première femme de Suisse à pratiquer la chirurgie.
Elle est à la tête de la Société Suisse d'utilité publique (SUPFS) depuis 1901 ainsi que de la Pflegerinnenschule de Zurich.
Au cours de sa pratique, elle se rend compte de l'importance de la formation des infirmières et crée avec deux autres femmes médecins, Ida Schneider et Marie Vögtlin, une école suisse d’infirmières en 1901 à Zurich.
Avec la SUPFS, elle fonde avec Caroline Farner, l'hôpital des femmes de Zurich dans la rue Hottinger, le premier hôpital pour femmes de Suisse, qui compte également une maternité et une école suisse d’infirmières,. En 1897, elle devient médecin-chef de l'hôpital.
Elle meurt le 9 décembre 1918 à Zurich d'une septicémie.

## Hommage
Par ses ouvertures d'écoles, Anna Heer a donné accès à la vie professionnelle à de nombreuses Suissesses.
Une rue de Zurich est baptisée en son nom et un timbre est émis à son effigie en juin 1963.